# Харрис, Роб
Ро́берт «Роб» Ха́ррис (англ. Robert "Rob" Harris; род. 26 сентября 1963, Галифакс) — канадский кёрлингист.
В составе мужской сборной Канады бронзовый призёр чемпионата мира 2004. Чемпион (2004) и призёр чемпионатов Канады среди мужчин, чемпион (2002) и призёр чемпионатов Канады среди смешанных команд.
Играл в основном на позиции второго.

## Достижения
- Чемпионат мира по кёрлингу среди мужчин: бронза (2004).
- Чемпионат Канады по кёрлингу среди мужчин: золото (2004), серебро (2003), бронза (2006).
- Континентальный Кубок по кёрлингу (в составе команды Северной Америки): золото (2004), серебро (2003).
- Чемпионат Канады по кёрлингу среди смешанных команд: золото (2002), серебро (2001).

## Команды
| Сезон                                          | Четвёртый  | Третий           | Второй            | Первый             | Запасной                                                | Турниры                                          |
| ---------------------------------------------- | ---------- | ---------------- | ----------------- | ------------------ | ------------------------------------------------------- | ------------------------------------------------ |
| 1998—99                                        | Марк Дэйси | Роб Харрис       | Мэтью Харрис      | Alan Cameron       |                                                         |                                                  |
| 2002—03                                        | Марк Дэйси | Брюс Лонс        | Роб Харрис        | Эндрю Гибсон       | Steve Gibson тренер: Питер Коркам                       | ЧК 2003                                          |
| 2003—04                                        | Марк Дэйси | Брюс Лонс        | Роб Харрис        | Эндрю Гибсон       | Мэтью Харрис (КК, ЧК, ЧМ) тренер: Питер Коркам (ЧК, ЧМ) | ККК 2003 · КК 2004 (7 место) · ЧК 2004 · ЧМ 2004 |
| 2004—05                                        | Марк Дэйси | Брюс Лонс        | Роб Харрис        | Эндрю Гибсон       |                                                         | ККК 2004 · КК 2005 (7 место)                     |
| 2005—06                                        | Марк Дэйси | Брюс Лонс        | Роб Харрис        | Эндрю Гибсон       | Мэтью Харрис тренер: Питер Коркам                       | КООК 2005 (9 место) · ЧК 2006                    |
| 2006—07                                        | Марк Дэйси | Брюс Лонс        | Роб Харрис        | Эндрю Гибсон       |                                                         |                                                  |
| 2013—14                                        | Роб Харрис | Ken Myers        | Мэтью Харрис      | Alan Cameron       |                                                         |                                                  |
| Кёрлинг среди смешанных команд (mixed curling) |            |                  |                   |                    |                                                         |                                                  |
| 1999—00                                        | Марк Дэйси | Хизер Смит-Дэйси | Роб Харрис        | Лейни Питерс       |                                                         | ЧКСК 2000 (9 место)                              |
| 2000—01                                        | Марк Дэйси | Хизер Смит-Дэйси | Роб Харрис        | Лейни Питерс       |                                                         | ЧКСК 2001                                        |
| 2001—02                                        | Марк Дэйси | Хизер Смит-Дэйси | Роб Харрис        | Лейни Питерс       |                                                         | ЧКСК 2002                                        |
| 2013—14                                        | Роб Харрис | Mary Mattatall   | Cameron MacKenzie | Katarina Hakansson |                                                         | ЧКСК 2014 (6 место)                              |

(скипы выделены полужирным шрифтом)

## Частная жизнь
Его брат Мэтью Харрис — тоже кёрлингист, много раз братья играли в одной команде.